# D-半乳糖1-脱氢酶
D-半乳糖1-脱氢酶（EC 1.1.1.48（页面存档备份，存于））是一种以NAD+或NADP+为受体、作用于供体CH-OH基团上的氧化还原酶，化学式为：C1500H2378O433N440S5。这种酶能催化以下酶促反应：
D-半乳糖 + NAD+ {\displaystyle \rightleftharpoons } D-半乳糖酸-1,4-内酯 + NADH + H+
D-半乳糖1-脱氢酶主要参与半乳糖的代谢过程，一些细菌在需要依赖半乳糖生长时就会利用这种酶。